# Österreichische Handballmeisterschaft (Frauen) 2012/13
Die 42. Saison der österreichischen Handballmeisterschaft der Frauen begann am 8. September 2012 und endete mit dem zweiten Finalspiel um die österreichische Meisterschaft am 15. Mai 2013. Der amtierende Meister ist Hypo Niederösterreich.
In der höchsten Spielklasse, der WHA, sind 12 Teams vertreten. Die Meisterschaft wird in zwei Phasen gegliedert. In der Hauptrunde spielen alle Teams eine einfache Hin- und Rückrunde gegen jeden Gegner. Danach spielen die ersten beiden Mannschaften ein Finale um den Titel.

## Grunddurchgang
|     | Verein                      | R  | S  | U | N  | Tore    | Diff. | Punkte |  |
| --- | --------------------------- | -- | -- | - | -- | ------- | ----- | ------ |  |
| 1.  | Hypo Niederösterreich (M)   | 22 | 22 | 0 | 0  | 946:347 | 599   | 44:0   |  |
| 2.  | Hypo Niederösterreich 2     | 22 | 19 | 0 | 3  | 688:509 | 179   | 38:6   |  |
| 3.  | ZV McDonald’s Wr. Neustadt  | 22 | 18 | 0 | 4  | 715:505 | 210   | 36:8   |  |
| 4.  | Union Korneuburg            | 22 | 13 | 1 | 8  | 629:616 | 13    | 27:17  |  |
| 5.  | DHC WAT Fünfhaus            | 22 | 13 | 0 | 9  | 583:620 | −37   | 26:18  |  |
| 6.  | Tecton WAT Atzgersdorf      | 22 | 9  | 3 | 10 | 573:601 | −28   | 21:23  |  |
| 7.  | SSV Dornbirn Schoren        | 22 | 9  | 1 | 12 | 560:576 | −16   | 19:25  |  |
| 8.  | MGA Fivers                  | 22 | 8  | 3 | 11 | 646:670 | −24   | 19:25  |  |
| 9.  | HC JCL BW Feldkirch         | 22 | 8  | 0 | 14 | 568:669 | −101  | 16:28  |  |
| 10. | UHC Stockerau               | 22 | 5  | 1 | 16 | 573:755 | −182  | 11:33  |  |
| 11. | SG UHC A. Landhaus/W.A.T.21 | 22 | 2  | 1 | 19 | 525:712 | −187  | 5:39   |  |
| 12. | HC kelag Kärnten Damen      | 22 | 1  | 0 | 21 | 429:855 | −426  | 2:42   |  |

(M) Meister der letzten Saison

Beim SG Witasek Kärnten, der als Gegengewicht zu Hypo Niederösterreich aufgebaut werden sollte, war nach der vergangenen Saison der Hauptsponsor ausgestiegen, daher erfolgte die Umbenennung in HC Kelag Kärnten Damen. Da der Kader nicht zu halten war, konnte der Kärntner Verein das sportliche Niveau nicht mehr halten und stieg ab.

## Torschützenliste Grunddurchgang
| Platzierung | Spieler                 | Verein                | Tore | 7-Meter | Feldtore |
| ----------- | ----------------------- | --------------------- | ---- | ------- | -------- |
| 1           | Alexandra do Nascimento | Hypo Niederösterreich | 184  | 26/32   | 158      |
| 2           | Martina Strmsek         | HC JCL BW Feldkirch   | 183  | 69/81   | 114      |
| 3           | Franziska Rath          | Union Korneuburg      | 178  | 44/60   | 134      |
| 4           | Amma Leitner            | DHC WAT Fünfhaus      | 142  | 20/27   | 112      |
| 5           | Fernanda Franca Silva   | Hypo Niederösterreich | 140  | 0/0     | 140      |

## Finale (Best of three)
| Finale: Hypo Niederösterreich – Hypo Niederösterreich 2 | Finale: Hypo Niederösterreich – Hypo Niederösterreich 2 | Finale: Hypo Niederösterreich – Hypo Niederösterreich 2 | Finale: Hypo Niederösterreich – Hypo Niederösterreich 2 |
| ------------------------------------------------------- | ------------------------------------------------------- | ------------------------------------------------------- | ------------------------------------------------------- |
| 14. Mai                                                 | Hypo Niederösterreich 2 8 Ivancok                       | 26 : 44 ( 16 : 27 )                                     | Hypo Niederösterreich 6 do Nascimento, Cavaleiro        |
| 15. Mai                                                 | Hypo Niederösterreich 10 de Souza                       | 40 : 18 ( 21 : 8 )                                      | Hypo Niederösterreich 2 4 Mauler, Kovacs                |